# Bernt Johansson
Bernt Johansson (n. 18 aprilie 1953, Göteborg, Suedia) este un ciclist de performanță ce a reprezentat Suedia, medaliat olimpic. A participat la 2 ediții ale Jocurilor Olimpice (1972, 1976) în care a câștigat o medalie de aur.